# زمین‌لرزه ۲۰۰۱ ژاپن
زمین‌لرزه ژاپن  در تاریخ ۲۴ مارس ۲۰۰۱ میلادی، برابر با ‎۴ فروردین ۱۳۸۰، ساعت ۶:۲۷:۵۳ به زمان یوتی‌سی در ژاپن رخ داد. ژرفای این زلزله ۴۲ کیلومتر بود، و بزرگی آن ۶٫۸ در مقیاس Mw اعلام شده‌است. زمین‌لرزه به وقت محلی در روز شنبه، ساعت ۱۵ روی داده و منطقه زمانی آن یوتی‌سی +۹ بوده‌است .
سازمان زمین‌شناسی آمریکا نیز رومرکز این زمین‌لرزه را در مختصات ۳۴°۰۴′۵۹″شمالی ۱۳۲°۳۱′۳۴″شرقی / ۳۴٫۰۸۳°شمالی ۱۳۲٫۵۲۶°شرقی و ژرفای آنرا در ۵۰ کیلومتر گزارش کرده‌است. بزرگی برگزیدهٔ این سازمان از میان بزرگیهای محاسبه‌شدهٔ مختلف ۶٫۸ در مقیاس Mw بوده و از دید اثر، در میان چهار دسته‌بندی «نامحسوس»، «محسوس»، «زیان‌آور» یا «با تلفات»، زلزله را «با تلفات» اعلام کرده‌است.نزدیک به ۳۷۰۰ ساختمان در زمین‌لرزه آسیب دیده یا خراب شده‌است.
پروژهٔ «تنسور گشتاور مرکزوار» زاویه‌های (راستا، شیب، ریک) گسل سازندهٔ زمین‌لرزه و صفحه عمود بر آنرا (°۳۲۳، °۳۹، °۱۲۱-) یا (°۱۸۱، °۵۷، °۶۷-) و نوع گسل را «عادی» فرارسانده‌است.
شمار کشتگان زلزله حدود ۲ نفر بوده‌است.تعداد زخمیان ۲۸۷ نفر برآورده شده‌است.